# Lütje Hörn

Lage von Lütje Horn innerhalb der Ostfriesischen Inseln

Lütje Hörn ist eine unbewohnte ostfriesische Insel, die etwa vier Kilometer ostsüdöstlich des Ostendes von Borkum im ostfriesischen Randzelwatt liegt.

## Geschichte
Erstmals erwähnt wird Lütje Hörn im Jahr 1576 in einer Segelanweisung als „Hooghe Hörn“. Seit 1859 ist die Insel in den topographischen Karten auf dem südöstlich von Borkum gelegenen Wattrücken verzeichnet.

## Geografie
Im Gegensatz zu allen anderen ostfriesischen Inseln weist Lütje Hörn eine in Nord-Süd-Richtung gestreckte Form auf. Dies rührt von der Lage der Insel im Osterems-Strom her. Seit ihrer ersten urkundlichen Erwähnung hat sich die Lage der Insel um rund zwei Kilometer weiter nach Südosten verschoben. Allein von 1961 bis 1999 hat sich die Insel um gut 600 Meter nach Osten und 150 Meter nach Süden verlagert. Das entspricht einer Geschwindigkeit von 15 Metern pro Jahr in östlicher und vier Metern pro Jahr in südlicher Richtung. In den Jahren von 1999 bis 2005 hat sich diese Ostwanderung der Insel um weitere 100 Meter (16,7 Meter pro Jahr) fortgesetzt.
Bedingt durch Erosion verliert Lütje Hörn seit Jahren kontinuierlich an Fläche und ist inzwischen nur noch eine Sandbank. Die Größe der Insel war in der ersten Hälfte des letzten Jahrhunderts aber noch relativ stabil: 1891 lag sie bei 61 und 1937 bei 54 Hektar. Im Jahr 1957 betrug die hochwasserfreie Fläche 58 Hektar, darunter ein etwa ein Hektar großer Dünenkern. Die Sturmflut im Februar 1962 verursachte erhebliche Landverluste und Dünenerosionen, weitere Verluste entstanden durch die Wintersturmfluten 1989/1990. Im Jahr 1987 betrug die Fläche oberhalb des mittleren Tidehochwassers (MThw) nur noch 23, wenige Jahre später nur noch rund 11 Hektar. Laut dem niedersächsischen Landesbetrieb für Wasserwirtschaft, Küsten- und Naturschutz (NLWKN) wies Lütje Hörn im Sommer 2006 noch eine hochwasserfreie Fläche von rund 6,5 Hektar auf.

## Zugehörigkeit
Die unbewohnte Nordseeinsel gehört zu keiner Gemeinde, sondern bildet mit umliegenden Wattflächen ein gemeindefreies Gebiet im Landkreis Leer im Land Niedersachsen, obwohl sie geographisch gesehen dem Landkreis Aurich vorgelagert ist (ähnlich Insel und Stadt Borkum). Lütje Hörn ist mit 31 Hektar das flächenmäßig kleinste gemeindefreie Gebiet Deutschlands. Dies entspricht der Katasterfläche der Gemarkung, die mit 30,5 Hektar angegeben wird. Umgeben ist die Gemarkung Lütje Hörn von der zu keinem Landkreis gehörigen und sehr viel größeren Gemarkung Nordsee, Emsmündung.
Die Vogelschutzinsel gehört zur Zone I des Nationalparks Niedersächsisches Wattenmeer und darf nur mit Genehmigung der Nationalparkverwaltung betreten werden.

## Flora
Auf Lütje Hörn erreichte die Dünenentwicklung bislang nur das Stadium einzelner junger Sekundärdünen im Norden der Insel. Sie ragten 1989 bis zu 1,5 Meter über MThw auf, gingen 1990 aber aufgrund schwerer Sturmfluteinwirkung stark zurück. Den Hauptteil der Insel bildeten jedoch weite Primärdünenfelder im Süden sowie der ausgedehnte „Zwischensand“ zwischen den beiden Dünenbereichen. Der wies 1989 noch Elemente von Salzwiesen auf, die 1990 nicht mehr vorhanden waren.
Im Zuge der ständigen Verkleinerung der Fläche hat auch die Anzahl der Pflanzenarten deutlich abgenommen. Fand sich 1988 neben Dünengräsern und Salzwiesenflora noch ein Holunderstrauch als größtes Gewächs auf der Insel, so war 2006 von Pflanzenwuchs nicht mehr viel zu sehen. Viele Wurzeln blieben allerdings verschont, so dass sich die Pflanzen in sturmflutarmen Jahren auch wieder regenerieren können.
Von den ehemaligen Sekundärdünenelementen ist nichts übrig geblieben, es finden sich lediglich noch Primärdünenfelder von etwa 3,5 Hektar und kleinflächige Salzwiesen-Reste.

## Fauna
Die häufigsten auf Lütje Hörn brütenden Vögel sind Silber- und Heringsmöwe, Eiderente und Austernfischer. Zählte man 1994 noch über 450 brütende Vogelpaare auf Lütje Hörn, so waren es 2006 kaum mehr als 200 Paare. Ein besonderer Fall ist der seit 1994 ebenfalls vertretene Kormoran. Auf dem Festland brütet der Vogel gewöhnlich in Bäumen, hat sich aber auf Lütje Hörn in Ermangelung von größeren Gehölzen und wegen der Abwesenheit von Menschen und Hunden zum Bodenbrüter entwickelt.
Nach einer Untersuchung des Biologen Armin Rose von der Universität Oldenburg aus dem Jahr 1990 konnten auf der Insel auch Insekten wie Kurzflügler (Staphylinidae), Spinnentiere (Arachnida) oder Laufkäfer (Carabidae) nachgewiesen werden.

## Verschiedenes
In dem Buch Die Nordseeküste, Teil II, Elbe bis IJsselmeer. von Karlheinz Neumann (1983) wird von einer Bake auf Lütje Hörn berichtet. Diese Bake wurde 1984 entfernt.